# Джеральд Фіцджеральд, 5-й герцог Лейнстер

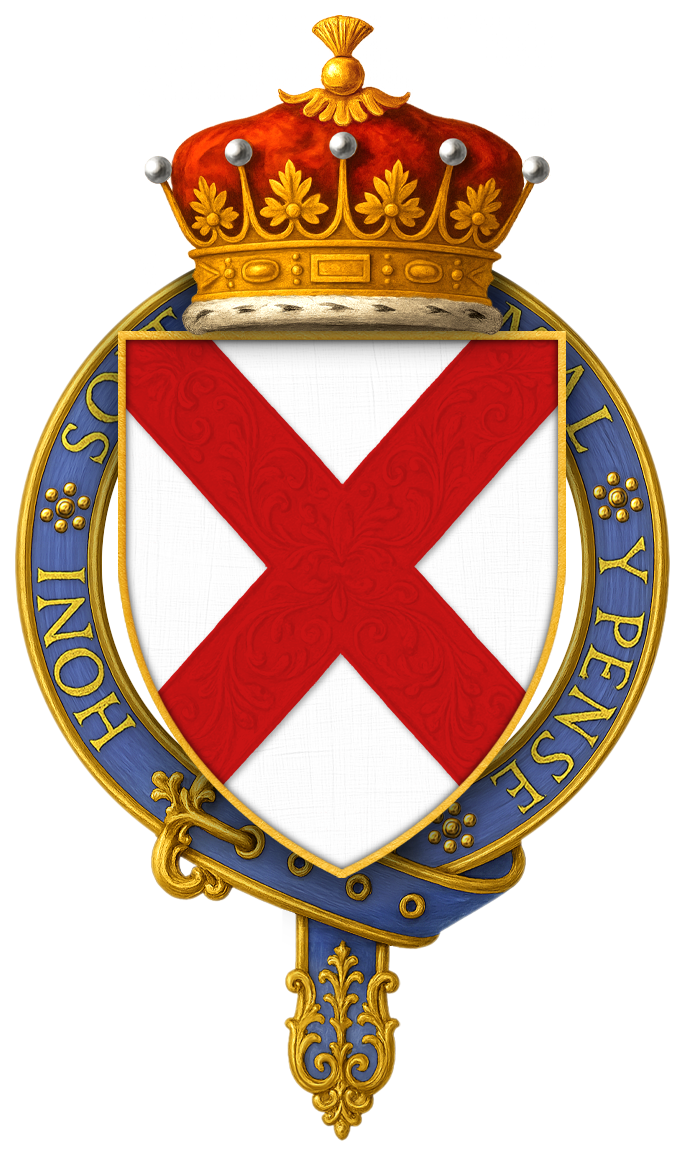
Герб герцогів Лейнстер.

Джеральд ФітцДжеральд (16 серпня 1851 - 1 грудня 1893) – V герцог Лейнстер, ірландський аристократ, пер Ірландії.

## Життєпис
Джеральд ФітцДжеральд народився в Дубліні, Ірландія 16 серпня 1851 року. Він був сином Чарльза ФітцДжеральда – IV герцога Лейнстер та леді Керолайн Сазерленд-Левесон-Гауер. 
Джеральд ФітцДжеральд одружився з леді Герміоною Вільгельміною Данкомб (30 березня 1864 – 19 березня 1895) – дочкою Вільяма Данкомба – І графа Февершам. Шлюб відбувся в Лондоні 17 січня 1884 року. Леді Герміона померла від сухот у віці 30 років. 
У цьому шлюбі були такі діти:
- Моріс ФітцДжеральд – VI герцог Лейнстер
- Майор лорд Десмонд ФітцДжеральд (21 вересня 1988 – 3 березня 1916) – загинув під час Першої світової війни.
- Едвард ФітцДжеральд – VII герцог Лейнстер. Імовірно, його біологічним батьком був не Джеральд ФітцДжеральд, а Уго Чартеріс – ХІ граф Вемісс.

Джеральд ФітцДжеральд помер від черевного тифу 1 грудня 1893 року. Він був колекціонером. Свої колекції він заповів Дублінському музею науки та мистецтва. Колекція включає так званий «Перевернутий меч», який він заповідав перевертати, як тільки настає дата, коли він успадкував володіння герцогів Лейнстер. 